# Déformation du bois
La déformation du bois (particulièrement le gauchissement) est une déviation de la planéité du bois en raison de contraintes et d'un retrait inégal. Une déformation peut également se produire dans un bois considéré comme sec (le bois peut absorber et libérer de l'humidité indéfiniment), lorsqu'il absorbe l'humidité de manière inégale ou, en particulier, lorsqu'il est autorisé à revenir à son état d'équilibre sec de manière inégale, trop lentement ou trop rapidement. De nombreux facteurs peuvent contribuer à la déformation du bois. L'essence du bois, l'orientation du fil, différents facteurs abiotique comme un flux d'air, la lumière du soleil, la température, les finitions inégales - même la saison de coupe et l'attraction gravitationnelle de la Lune sont prises en compte dans certaines traditions (par exemple chez les facteurs d'instruments de musique).

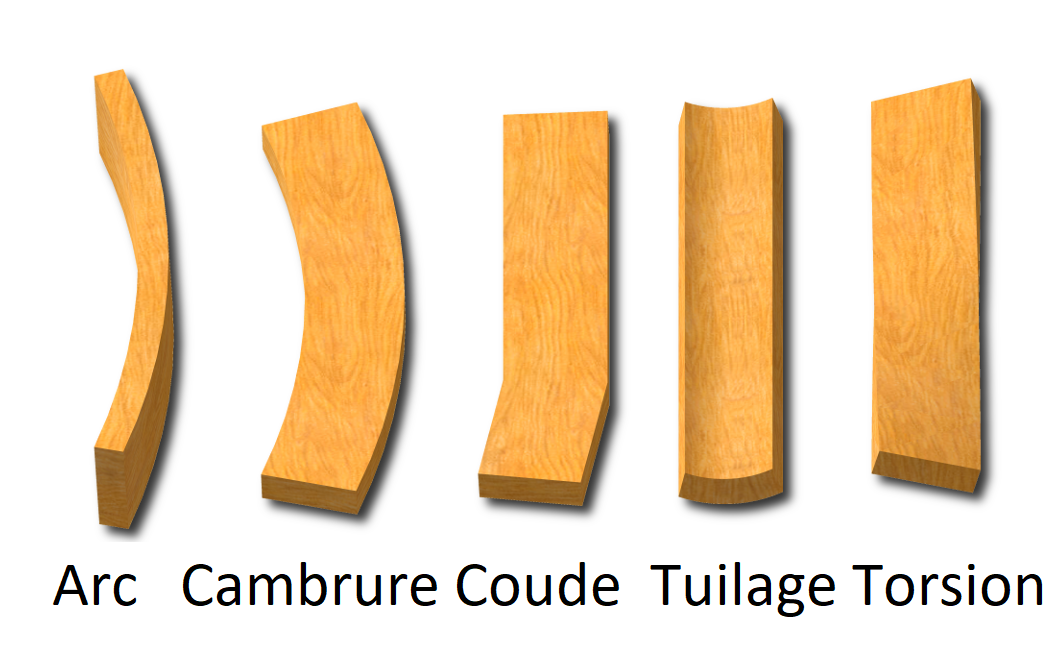
Différents types de déformation du bois.

On distingue différents types de déformation du bois : 
- arc ou flèche de face (anglais : bow) : un gauchissement sur toute la longueur du bois. C'est la courbure d'une pièce de bois dont les faces sont devenues concave (et convexe) dans le sens du fil.  Une telle pièce est dite arquée[1].
- cambrure ou flèche de chant (anglais : crook) : courbure d'une pièce de bois dont les rives sont devenues convexes ou concaves dans le sens du fil[2].
- coude (anglais : kink) : un coude localisé, souvent dû à un nœud
- tuilage ou voilement (anglais : cup) : distorsion sur toute la largeur de la face, dont les bords sont plus hauts ou plus bas que le centre du bois.
- gauchissement ou torsion (anglais : twist) : déformation d'allure hélicoïdale de la pièce dans le sens de la longueur[3].

Les déformations qui se produisent sur le bois sont coûteuses pour l'industrie du bois. Des bois qui quittent droits une installation, arrivent parfois déformés sur leur lieu de vente. Ce processus peu compris est finalement examiné de manière sérieuse. Bien que le gauchissement du bois soit étudié depuis des années, le modèle de contrôle du gauchissement pour la fabrication de bois composite n'a pas été mis à jour depuis environ 40 ans. 
Un chercheur de l'Université A&M du Texas, Zhiyong Cai, a effectué une recherche sur le gauchissement du bois et travaillait en 2003 sur un programme informatique pour aider les fabricants à modifier le processus de fabrication afin que le bois n'arrive pas à sa destination déformé après sa sortie de la scierie ou de l'usine, .